# Pehr Rosenwall
Pehr Andersson Rosenwall, född 24 april 1801 i Slimminge, Malmöhus län, död 1868/1869, var en svensk pianotillverkare och instrumentmakare i Stockholm mellan 1828 och 1861. Pianofabrikören Eric Jacobsson grundade en pianoverkstad på samma adress som Rosenwall 1863.

## Biografi
Rosenwall föddes 24 april 1801 i Slimminge. Han var son till Anders Svensson och Else Svensdotter. Rosenwall flyttade 1815 till Janstorp i Skurup. Där arbetade han hos inspektorn Johan Leche. 1817 var han gesäll hos snickarmästaren Hans Westerdahl i Sövde. Rosenwall flyttade 1822 till Ystads Sankta Maria församling, Ystad. Där bodde han på nummer 169 och var gesäll hos instrumentmakaren Henrik Gottlieb Becker. 1823 flyttade han till Klara församling, Stockholm och blev där gesäll hos instrumentmakaren Johan Eric Berglöf.
Rosenwall gifte sig 6 november 1825 i Klara församling, Stockholm med Carolina Enström (född 1800). De fick tillsammans barnen Amalia Eugenia (född 1826), Fredrik Eugen (född 1827), Emma Carolina Eugenia (född 1833) och Herrman Pehr Leonard (född 1836). Roswall gifte sig andra gången med Emma Sophia Augusta Schultz (född 1814). De fick tillsammans barnen Henrietta Augusta Petrea Charlotta (född 1841) och Emma Maria Bertha Angelina (född 1846).
Familjen var bosatta från 1828 på kvarteret Frigga 5 i Klara församling, Stockholm. Från 1836 var de bosatta på kvarteret Gripen 4 (Bergsgränd 52) i Klara församling, Stockholm.

## Instrument och verkstad

### Gesäller och medarbetare
- 1828 - Anders Peter Ihrmark (född 1812). Han var lärling hos Rosenwall.
- 1829 - Anders Albert Rönbäck (född 1802). Han var gesäll hos Rosenwall.
- 1829 - Nils Christian Wennerberg (född 1807). Han var gesäll hos Rosenwall.
- 1829-1833 - Lars Joachim Ljungdahl (född 1811). Han var lärling hos Rosenwall.
- 1830 - Anders L. Berggren (född 1806). Han var snickargesäll hos Rosenwall.
- 1830 - Johan Lindberg (född 1803). Han var snickargesäll hos Rosenwall.
- 1830 - Gustaf Westerberg (född 1806). Han var snickargesäll hos Rosenwall.
- 1830-1831 - Herman Sten Sandell (född 1815). Han var lärling hos Rosenwall.
- 1830-1831 - Anders Olof Norell (född 1808). Han var lärling hos Rosenwall.
- 1831-1833, 1835-1838 - N. Gustaf Hultenberg (född 1806). Han var gesäll hos Rosenwall.
- 1831 - L. Johansson (född 1809). Han var gesäll hos Rosenwall.
- 1831 - F. Steiner (född 1806). Han var gesäll hos Rosenwall.
- 1831-1832 - Carl J. Schäffner (född 1804). Han var gesäll hos Rosenwall.
- 1831-1835 - Johan Olof Norvall (född 1812). Han var lärling hos Rosenwall.
- 1832 - Johan Lundgren (född 1803). Han var gesäll hos Rosenwall.
- 1832-1836 - Fredrik Widergren (född 1798). Han var gesäll hos Rosenwall.
- 1832-1834 - Olof Peter Torngren (född 1804). Han var gesäll hos Rosenwall.
- 1832 - N. Pettersson (född 1810). Han var gesäll hos Rosenwall.
- 1832-1834 - Carl Gustaf Söderström (född 1811). Han var gesäll hos Rosenwall.
- 1832-1840 - Nathanaël Hejdenberg (född 1811). Han var lärling hos Rosenwall och blev 1838 gesäll därstädes.
- 1833 - Anders Rydberg (född 1809). Han var gesäll hos Rosenwall.
- 1833 - Lars Wise (född 1791). Han var gesäll hos Rosenwall.
- 1833-1837 - Olof Theodor Westman (född 1815). Han var lärling hos Rosenwall.
- 1833-1837 - Johan Axel Lundmark (född 1817). Han var lärling hos Rosenwall.
- 1834-1836 - A. G. Torselius (född 1803). Han var gesäll hos Rosenwall.
- 1834 - J. Sundell (född 1802). Han var gesäll hos Rosenwall.
- 1834 - E. Ahlfors (född 1805). Han var gesäll hos Rosenwall.
- 1834-1835 - C. G. Sandberg (född 1805). Han var gesäll hos Rosenwall.
- 1834-1840 - F. A. Berg (född 1811). Han var gesäll hos Rosenwall.
- 1834-1835 - Johan Wilhelm Baumgardt (1811-1877). Han var gesäll hos Rosenwall.
- 1835-1840 - E. A. Olbers (född 1805). Han var gesäll hos Rosenwall.
- 1835-1836 - Albert Bernhard Blomberg (född 1819). Han var lärling hos Rosenwall.
- 1835-1840 - Per Abraham Backman (född 1820). Han var lärling hos Rosenwall.
- 1836-1837 - Svante Palm (född 1813). Han var gesäll hos Rosenwall.
- 1836 - Olof Rolinder (född 1811). Han var gesäll hos Rosenwall.
- 1836-1837 - Carl Johan Malmgren (född 1813). Han var gesäll hos Rosenwall.
- 1836-1839 - Per Olof Wink (född 1824). Han var lärling hos Rosenwall.
- 1837 - J. E. Ekbom (född 1809). Han var gesäll hos Rosenwall.
- 1837-1840 - F. Tullgren (född 1812). Han var gesäll hos Rosenwall.
- 1837-1840 - Jonas Johansson (född 1819). Han var lärling hos Rosenwall.
- 1839-1840 - C. A. Nyström (född 1812). Han var gesäll hos Rosenwall.
- 1838 - P. Ragelius (född 1808). Han var gesäll hos Rosenwall.
- 1838-1839 - C. G. F. Sörling (född 1819). Han var lärling hos Rosenwall.
- 1839-1840 - L. E. Hessling (född 1814). Han var gesäll hos Rosenwall.
- 1839 - A. Rolf (född 1812). Han var gesäll hos Rosenwall.
- 1839-1840 - C. G. Lundqvist (född 1814). Han var gesäll hos Rosenwall.
- 1839-1840 - J. A. Falk (född 1822). Han var lärling hos Rosenwall.
- 1840 - L. A. Sjöström (född 1814). Han var gesäll hos Rosenwall.
- 1840 - W. Rosengren (född 1816). Han var gesäll hos Rosenwall.
- 1840 - N. Pettersson (född 1810). Han var gesäll hos Rosenwall.
- 1840 - S. A. Hultman (född 1822). Han var lärling hos Rosenwall.
- 1840 - M. J. F. Lundby (född 1824). Han var lärling hos Rosenwall.
- 1840 - S. J. Jonasson (född 1820). Han var lärling hos Rosenwall.
- 1843 - Nils Silow.
- 1832 - Eventuellt M. B. Axelsson (född 1807).
- 1859 - Tre stycken gesäller.
- 1860 - Två stycken gesäller.